# Rutilio
Rutilio  è un nome proprio di persona italiano maschile.

## Varianti
- Maschili: Rotilio[4], Rutilo[1], Rutolo[1]
- Femminili: Rutilia[4][3]

### Varianti in altre lingue
- Catalano: Rutili[5]
- Latino: Rutilius[1][2], Rutilus[1], Rutulus[1]
- Polacco: Rutyliusz
- Russo: Рутилий (Rutilij)
- Spagnolo: Rutilio[5], Rutilo[5]
- Ucraino: Рутілій (Rutilij)

## Origine e diffusione
Deriva dall'antico gentilizio romano, diventato poi nome personale, Rutilius, a sua volta dal soprannome latino rutilius, "rosso" e anche "biondo scuro", riferito al colore dei capelli.
Il suo utilizzo, avviatosi a partire dal Rinascimento, è di matrice storico-classica, in quanto il nome venne portato da vari personaggi della storia romana. Ad oggi la sua diffusione è scarsa, maggiore in Italia centro-settentrionale e specialmente in Toscana.

## Onomastico
L'onomastico si può festeggiare il 2 agosto in memoria di san Rutilio, martire in Africa sotto Decio.

## Persone
- Rutilio Pudente Crispino, generale romano
- Rutilio Tauro Emiliano Palladio, agronomo romano
- Claudio Rutilio Namaziano, poeta e politico romano
- Rutilio Baldoni, calciatore italiano
- Rutilio Benincasa, astronomo e astrologo italiano
- Rutilio Manetti, pittore italiano
- Rutilio Robusti, politico e antifascista italiano
- Rutilio Sermonti, storico, politico e zoologo italiano

## Toponimi
- Il comune barese di Rutigliano prende il nome da Rutilio.

## Curiosità
Rutilia è il nome che Geralt di Rivia dà ad ogni sua cavalla nella saga Witcher. Si tratta della traduzione dell'originale Roach, che può riferirsi sia allo scarafaggio - letteralmente - o al gardon (Rutilus rutilus), un pesce d'acqua dolce.